# Tamazunchale
Tamazunchale (del huasteco: Tam Uxum Tsꞌalej ‘Lugar de la mujer gobernante’) es una Ciudad del estado de San Luis Potosí, cabecera del municipio de Tamazunchale. Se fundaron en 1826. Allí se desarrolló una de las rebeliones contra Porfirio Díaz. Presentan una orografía montañosa y gran presencia de grupos indígenas.
Se encuentran en la parte sur del estado, en colindancia con el estado de Hidalgo, y cuentan con una amplia vegetación de múltiples y variados colores. Su economía está basada en el comercio local y foráneo. Allí se encuentra la central de ciclo combinado Tamazunchale, coinversión entre CFE e Iberdrola.

## Toponimia
A la palabra Tamazunchale se le han atribuido diversos orígenes: en náhuatl, Temasolkalli significa “casa de sapos” o bien en huasteco (tenek) Tam = lugar, Uxum = mujer y Tsꞌalej = gobernar, que significa “Lugar donde reside la mujer gobernadora”. Es bien sabido que en otras épocas las localidades huastecas tenían mujeres como gobernadoras.

## Geografía física

### Ubicación
El municipio se encuentra localizado en la parte sureste del estado, en la zona huasteca, la cabecera municipal tiene las siguientes coordenadas: 98º48’ de longitud oeste y 21º16’ de latitud norte, con una altura de 140 metros sobre el nivel del mar. Sus límites son: al norte, Matlapa y Tampacán; al este, San Martín Chalchicuautla; al sur y al oeste, el estado de Hidalgo.

### Extensión territorial
La superficie total del municipio es de 349.58 km² de acuerdo con el Sistema Integral de Información Geográfica y Estadística del INEGI del año 2000 y representa el 0.58% del territorio estatal.

### Orografía
En general, este municipio se halla asentado en montañas y estribaciones de la sierra Madre Oriental y planicies, con cañones orientados en dirección sureste, noreste, hacia el este, noreste y sureste, se transforma en fondos amplios de valle, con ramificaciones que ocupan una franja del territorio.

### Hidrografía
El río más importante de Tamazunchale es el río Moctezuma; también los ríos Claro y Amajac, que proceden del estado de Hidalgo y se unen al Moctezuma. Es en este lugar donde se puede ver la unión de ambos ríos en forma de "Y", es decir, se encuentran de frente y continúan para formar el río Pánuco.
En ambos márgenes del río Moctezuma los suelos son profundos de formación aluvial, con todo desarrollo. El suelo es apto para ganadería y agricultura.

### Clima
En el norte del municipio predomina el Clima tropical monzónico Am, con abundante lluvia en verano; al sur, el Clima subtropical húmedo Cfa, con lluvia todo el año. La temperatura media anual es de 25.50 °C, con una máxima absoluta de 44 °C y una mínima absoluta de 11 °C. La precipitación pluvial anual es de 2,168.3 mm.

## Naturaleza

### Fauna
La fauna se caracteriza por las especies dominantes: tigrillo, venado, puercoespín, víboras, pato, conejo, rata de campo y culebra de río.

### Flora
En el municipio predomina la vegetación tipo selva alta perennifolia. Las plantas más características son phoebe, tampicensis, tursera sp. brosimun alicastrum, tipo de vegetación bastante perturbado, con una altura en condiciones conservadas de más de 30 metros.

## Historia
Primeros pobladores " La conquista de Pánuco", el historiador Manuel Toussaint expresa que "es un punto oscuro" la conquista de la región huasteca por los mexicas, a pesar de las fuentes de información como el Códice Mendocino, las crónicas de Tezozómoc y las de Durán. Y si este dato es oscuro, mayor aún es el origen o procedencia de los primeros pobladores del municipio de la ciudad.
Según estudio hecho arqueólogo Gordon Exholm en el suelo de Pánuco, Ver., de los años 2000 a 700 antes de la era cristiana la huasteca estuvo habitada por una raza desconocida, posteriormente, hasta el año 300 después de la era cristiana, sentó sus reales la raza olmeca de la que derivaron los huastecos y los mayas.
El historiador Chavero, en su obra México a través de los siglos expone que, en su peregrinación, los toltecas, "tomando el rumbo del oriente se dirigieron al territorio de los cuexteca, la huasteca. Allí residieron veintiséis años, hasta el 696." Seguramente que por todo este tiempo ya estaba poblado Tamazunchale por los huastecos. Tal vez en esa época algunos pobladores huastecos se internaron hasta estos lugares y fundaron Tamazunchale y Tamán, cuyos nombres son precisamente de origen huasteco: TAM-UXUM-TSꞋALEJ, significa "Lugar de la Mujer Gobernadora", y TAM-AN,quiere decir "lugar donde se encontraron". 
En 1454, Moctezuma IIhuicamina "El flechador del cielo", con el pretexto de que a sus nombres los hombres los habían atropellado los huastecos en tianguis de Chicontepec, tomo la determinación de conquistarlos y organizó una expedición al mando de Cuauhnochtli como capitán general. Encontraron y combatieron ferozmente a sus habitantes, quienes se defendieron con la misma o mayor ferocidad, hasta que tuvieron que rendirse después de numerosas pérdidas de soldados, mujeres y niños, ofreciendo pagar tributo y vasallaje a los mexicanos.
Moctezuma recibió a los esclavos huastecos y ordenó que fueran bien tratados para celebrar con ellos la fiesta de Huichilopochtli. Ellos mismos hicieron otro edificio de 360 peldaños y sobre su cima labraron la piedra del sacrificio. Después de algunos años, en 1459 según Orozco y Berra, se estrenó el templo con la gran fiesta de Tlacaxipehualiztli. Algún tiempo después, por insinuación de los tlaxcaltecas que ofrecieron ayudarlos, se rebelaron los huastecos y nuevamente fueron sometidos y aniquilados, lamentando el engaño de los tlaxcaltecas que no acudieron en su ayuda como habían prometido. Nuevos y mayores tributos tuvieron que dar por esta derrota, así como la entrega y muerte de sus caudillos Tepeteuchtli y Zeatonacateuchtli.

### Comunidades originales
La superficie total del estado, que incluye a Tamazunchale, Jacala, Coxcatlán, Tamacuil, Xatxapala, Tacetuco y Huahuatla, a lo largo del río Moctezuma, fue el territorio de los indios huastecos. En 1454, Moctezuma, el gobernante de la ciudad de Tenochtitlan, envió a sus tropas para dominar la nación huasteca, y ganó la guerra. La huasteca no tuvo más remedio que rendirse y rendir homenaje a la capital azteca.
En 1485, los tres jefes de la nación huasteca, Chicontepec, Temapache y Molango, liderado varias rebeliones y estaban libres por un tiempo de los aztecas. En 1487, el nuevo gobernante de Tenochtitlan, Ahuizotl, envió tropas para poner fin a la rebelión y someter a la nación huasteca. Así lo hicieron, y para asegurarse de que seguía siendo leal, envió a muchas familias aztecas para vivir allí, en la medida en que el 55 por ciento de la población de Tamazunchale fueron los mexicas. Los huastecos tuvieron que rendir honores a la nación azteca.

## Geografía humana

### Demografía

#### Perfil sociodemográfico
Según el XII Censo General de Población y Vivienda 2000, llevado a cabo por el Instituto Nacional de Estadística Geografía e Informática (Inegi), la población total de indígenas en el municipio asciende a 37,863 personas. Sus dos lenguas principales son el náhuatl y, en segundo lugar, el huasteco. La principal etnia es la náhuatl, cuya población está organizada en un sistema de gobierno paralelo, las autoridades municipales, así como una asamblea general indígena, cuyo órgano máximo de decisión comunitario es el consejo de ancianos.
Según los resultados que presenta el II Conteo de Población y Vivienda del 2005, en el municipio habita un total de 36,119 personas que hablan alguna lengua indígena.

#### Evolución demográfica
Según el XII Censo General de Población y Vivienda 2010, efectuado por el Inegi, la población total del municipio es de 96,820 habitantes, de los cuales 47,951 son hombres y 48,869 son mujeres. La población total del municipio representa el 3.87 por ciento, con respecto a la población total del estado. Su densidad de población es de 320.87 habitantes por kilómetro cuadrado.
El aparente decrecimiento demográfico se debe a que se segregó la delegación municipal de Matlapa, para dar origen al nuevo municipio, del mismo nombre, según Decreto Nº 226 de fecha 24 de noviembre de 1994 y publicado en el Periódico Oficial del Estado el 2 de diciembre de 1994.

## Símbolos

### Escudo
El escudo del municipio está dividido en cuatro. En él se representa, arriba a la izquierda, a "La Mujer Gobernadora" (que es el significado de la palabra Tamazunchale); al costado derecho, las fachadas de la Parroquia de San Juan Bautista de Tamazunchale y la Presidencia Municipal; en el ángulo inferior izquierdo, la Carretera Nacional México-Laredo, con su característico puente de 3 arcos; a la derecha, los factores principales de la economía el ganado y los cultivos del café y maíz.

## Cultura

### Eventos culturales
La Semana Santa se celebra con procesiones, representaciones y bendición de pan y cereales. Es característica la presencia de Los  enmascarados, que van perseguidos por las calles.
El sábado por la noche tradicional (día siguiente del Viernes Santo) quema de Judas. Noviembre 1º y 2 conmemoración de Todos los Santos y los fieles difuntos, senderos de pétalos de zempasúchitl de las calles a los altares domésticos. Diciembre 12, Feria Anual Guadalupana.
Junio 24, fiesta de San Juan Bautista. Feria Nacional del Huapango: Se celebra entre el mes de marzo y abril de cada año
Feria Nacional del Huapango y tradiciones de Tamazunchale (página oficial)

### Ropa típica
El traje típico utilizado por algunas personas de Tamazunchale:
- Las mujeres usan el tradicional quechquémetl, morral y tocado en la cabeza en colores rosa, morado y verde, que representan animales y plantas de la región. La falda de enredo puede ser de manta y tela negra, según el estado civil de la mujer, y va sujeta con una faja de colores. En el municipio de Tamazunchale, actualmente la mujer se vista con telas floreadas y lisias con colores fuertes como el naranja, rosa, verde y azul. También es común que traigan su delantal como prenda complementaria.

- Los hombres visten camisa y calzón de manta, sombrero y huaraches; además, se acostumbra en muchas comunidades indígenas que el hombre use mecapal para cualquier contingencia y el ayate; cabe destacar que la emigración ha traído consigo que el hombre ya use tenis o ropa del país del norte, con cachuchas que ostentan símbolos o logotipos de instituciones norteamericanas.[5]

## Medios de Comunicación
La ciudad de Tamazunchale cuenta con distintos Medios locales de comunicación, entre los principales cuenta con: Señal de Canales de Televisión Digital, Local y Nacional, Estación de Radio Local (Radio Reyna) y Periodística (Periódico El Sur)

### Televisión
La ciudad cuenta con las siguientes estaciones de televisión repetidoras.
| Nombre del canal | Indicativo del canal | Numero canal | Perfil de programación           | Televisora perteneciente | Notas adicionales                                      |
| Azteca Uno       | XHTAZ-TDT            | 1.1          | Noticias, Telenovelas y Deportes | TV Azteca                |                                                        |
| adn40            | XHTAZ-TDT            | 1.2          | Noticias, Telenovelas y Deportes | TV Azteca                | Este canal es de la multiprogramacion de Azteca Uno    |
| Las Estrellas    | XHTAT-TDT            | 2.1          | Telenovelas, Noticias, Deportes  | Televisa                 |                                                        |
| Canal 5          | XHTAT-TDT            | 5.1          | Caricaturas, Series y Películas  | Televisa                 | Este canal es de la multiprogramacion de Las Estrellas |
| Azteca 7         | XHTZL-TDT            | 7.1          | Series; Películas; Deportes      | TV Azteca                |                                                        |

## Hermanamientos
La ciudad de Tamazunchale está hermanada con las siguientes ciudades alrededor del mundo:
- Hidalgo Huejutla (2013)[6][7]
- Tlaxcala San Juan Totolac (2014)[8]